# Liao Zhongkai
Liao Zhongkai, född 23 april 1877 i San Francisco, Kalifornien, död 20 augusti 1925 i Huiyang, Guangdong, var en kinesisk politiker och viktig ledare för vänsterflygeln inom det kinesiska nationalistpartiet Kuomintang.
Liao föddes i San Francisco 1877 och fick sin tidiga utbildning i USA. Han var en av bankmannen Liao Zhubins tjugofyra barn. Liao Zhubin arbetade vid Hong Kong and Shanghai Banks kontor i Kalifornien. 1893 flyttade Liao Zhongkai till Hongkong där han utbildades vid Queen's College. 1903 begav han sig till Japan där han studerade statsvetenskap vid Wasedauniversitetet. 1907 fortsatte han sina studier i ekonomi och statsvetenskap vid Tokyos universitet.
Han gick med i Sun Yat-sens revolutionära organisation Tongmenghui vid grundandet 1905 och blev chef för det nya partiets Kuomintangs finansiella byrå i Guangdong efter Xinhairevolutionen.
Efter Sun Yat-sens död var han jämte Hu Hanmin och Wang Jingwei en av de tre mest inflytelserika ledamöterna i Kuomintangs verkställande utskott. Liao höll fast vid sin övertygelse att Kuomintang skulle fortsätta sitt samarbete med Kinas kommunistiska parti och ta emot stöd från Sovjetunionen, något som högern inom Kuomintang ställde sig emot.
Den 30 augusti 1925 mördades han av fem beväpnade män före ett möte med verkställande utskottet och Hu Hanmin arresterades som delaktig i attentatet. Som ett resultat av mordet framträdde Chiang Kai-shek och Wang Jingwei som de mest ledande figurerna inom Kuomintang.

## Källa
- Boorman Howard L., Howard Richard C., red (1967-1979) (på engelska). Biographical dictionary of republican China. New York: Columbia U.P. Libris 1923

1. ↑  hämtat från: engelskspråkiga Wikipedia.[källa från Wikidata]